# Jorge Humberto Torres
Jorge Humberto Torres Mata es un futbolista y entrenador mexicano, entreno a los Club Celaya y ahora dirige al Catedráticos Elite FC de la Tercera División Profesional.

## Clubes

### Como jugador
| Club                 | País   | Año         |
| -------------------- | ------ | ----------- |
| Atlas de Guadalajara | México | 1979 - 1987 |
| Estudiantes Tecos    | México | 1987 - 1991 |

### Como entrenador
| Club                   | País   | Año           |
| ---------------------- | ------ | ------------- |
| Club Atlas             | México | 2005          |
| Coyotes de Sonora      | México | 2005 - 2006   |
| Académicos del Atlas   | México | 2006 -2007    |
| Salamanca FC           | México | 2008          |
| Académicos del Atlas   | México | 2012          |
| Celaya FC              | México | 2014          |
| Cimarrones de Sonora   | México | 2015          |
| Albinegros de Orizaba  | México | 2015–2016     |
| Gavilanes de Matamoros | México | 2018-Presenta |